# زرین‌دم گلوآبی
زرین‌دم گلوآبی (نام علمی: Chlorestes eliciae)، که همچنین به عنوان یاقوت گلوآبی شناخته می‌شود، یک گونه مگس‌مرغ از خانوادهٔ مگس‌مرغان است. در بلیز، کلمبیا، کاستاریکا، السالوادور، گواتمالا، هندوراس، مکزیک، نیکاراگوئه و پاناما یافت می‌شود. زیستگاه طبیعی آن جنگل‌های دشت نمناک نیمه‌گرمسیری یا گرمسیری و جنگل‌های سابق به شدت تخریب‌شده‌است.
مانند بیشتر گونه‌های مگس‌مرغ، زرین‌دم گلوآبی در درجه اول شهدخوار است. از گل‌های بوته‌های (Stachytarpheta , Hamelia) و گیاهان بزرگ (Heliconia , Renealmia , Thalea)، از اپی‌فیت‌ها و گاهی از بندپایان کوچک تغذیه می‌کند.

## نگارخانه

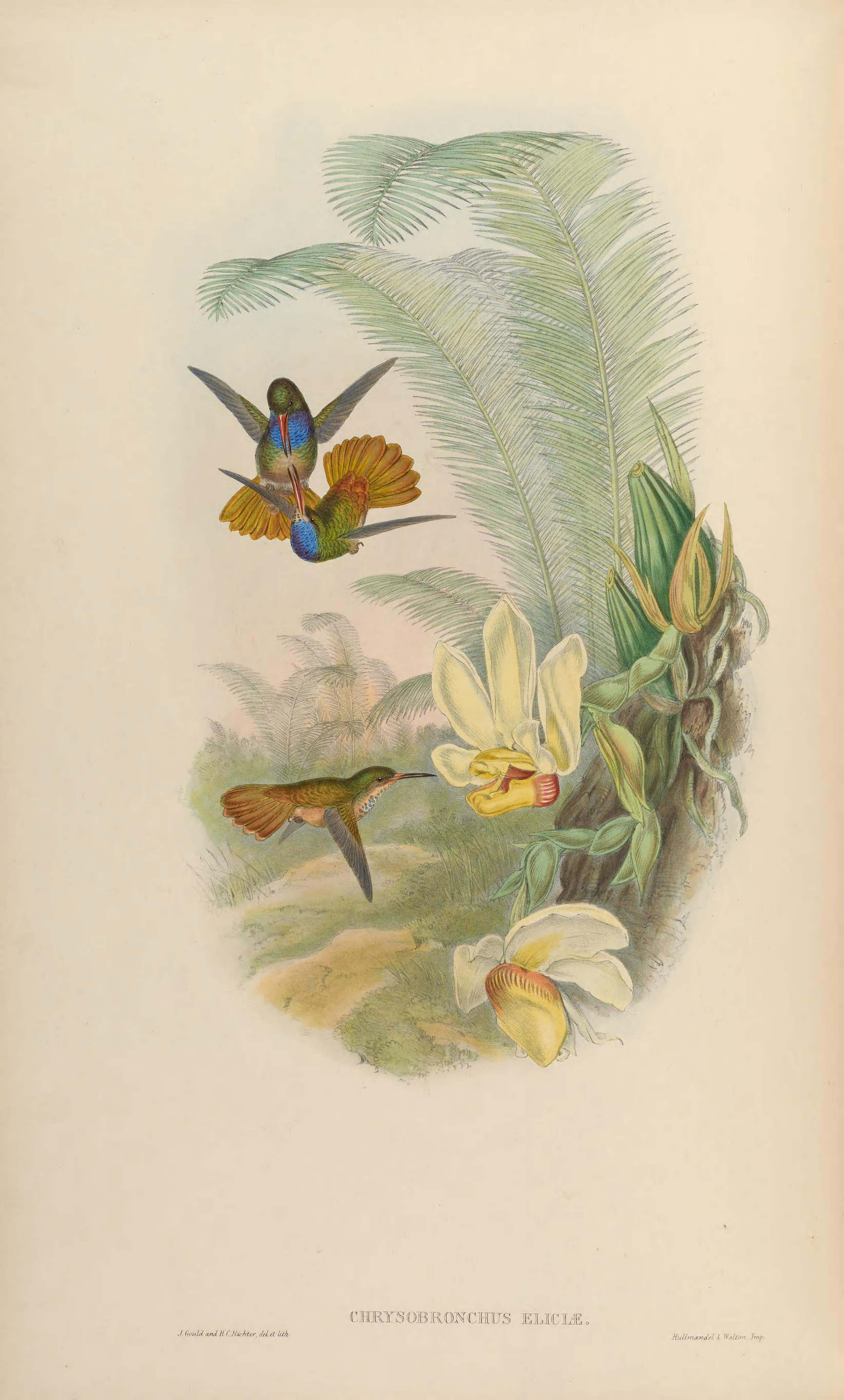
تک‌نگاشت